# Narodni komite osvoboditve Jugoslavije
Nacionalni komite osvoboditve Jugoslavije (srhrv. Nacionalni komitet oslobođenja Jugoslavije) je bilo politično telo, ki ga je imenovalo Predsedstvo AVNOJ-a na 2. zasedanju novembra 1943 v Jajcu v Bosni. Imelo je de facto vlogo jugoslovanske vlade, ki pa še ni bila mednarodno priznana s strani zavezniških sil (to je bila takrat še Jugoslovanska begunska vlada v Londonu) do sporazuma Tito-Šubašić, na osnovi katerega je bila 7. marca 1945 v Beogradu ustanovljena začasna jugoslovanska vlada, organ izvršilne oblasti DFJ od 7. 3. 1945, ko je bil Nkoj razpuščen, do razglasitve ustave FLRJ 31. januarja 1946. 
Vanj je predsedstvo Avnoja 30. novembra poleg predsednika J. Broza Tita, ki je bil tudi poverjenik za narodno obrambo in 3 podpredsednikov (med njimi E. Kardelj) imenovalo 15 poverjenikov za razna področja, med katerimi so bili 3 Slovenci (E. Kocbek za prosveto, A. Kržišnik za socialno skrbstvo in D. Sernec za finance); v letih 1944 in 1945 je bilo imenovanih še 5 poverjenikov. NKOJ je deloval v Jajcu, Drvarju, na Visu in v Beogradu. Če izvzamemo bivanje delegacije Avnoja in Nkoja v Sloveniji od januarja do aprila 1944, delovanja Nkoja do pozne jeseni 1944 v slov. NOB ni bilo posebej čutiti. NKOJ je sklenil  z jugoslovansko begunsko vlado 2 sporazuma, prvega 16. junija in drugega 1. novembra 1944. Države protifašistične koalicije so NKOJ sicer upoštevale, priznale pa so šele enotno vlado Tito-Šubašić oz. začasno vlado DFJ, ustanovljeno 7. 3. 1945 (glej spodaj). 

## Sestava NKOJ
- Predsednik in pooblaščenec za narodno obrambo: Josip Broz Tito
- Podpredsednik: Edvard Kardelj
- Podpredsednik in pooblaščenec za informacije: Vladislav Ribnikar
- Podpredsednik: Božidar Magovac (do 30. avgusta 1944), Franjo Gaži (od 30. avgusta 1944)
- Pooblaščenec za zunanje zadeve: Josip Smodlaka
- Pooblaščenec brez resorja in namestnik pooblaščenca za zunanje zadeve: Vladimir Bakarić
- Pooblaščenec za notranje zadeve: Vlada Zečević
- Pooblaščenec za prosveto (šolstvo): Edvard Kocbek
- Pooblaščenec za narodno gospodarstvo: Ivan Milutinović (umrl 23. oktobra 1944)
- Pooblaščenec za finance: Dušan Sernec
- Pooblaščenec za promet: Sreten Žujović
- Pooblaščenec za narodno zdravje: Milivoj Jambrišak (umrl 10. decembra 1943), Zlatan Sremec (od 15. januarja 1944)
- Pooblaščenec za ekonomsko obnovo: Todor Vujasinović (od 9. decembra 1944)
- Pooblaščenec za socialno politiko: Anton Kržišnik
- Pooblaščenec za sodstvo: Frane Frol
- Pooblaščenec za prehrano: Mile Peruničić
- Pooblaščenec za gradnjo: Rade Pribičević
- Pooblaščenec za gozdove in rude: Sulejman Filipović (do 9. decembra 1944)
- Pooblaščenec za kmetijstvo: Mane (Emanuel) Čučkov (od 30. avgusta 1944)
- Pooblaščenec za trgovino in industrijo: Andrija Hebrang (od 31. oktobra 1944)
- Pooblaščenec za gozdove: Sulejman Filipović (od 9. decembra 1944)
- Pooblaščenec za rude: Todor Vujasinović (od 9. decembra 1944)
- Pooblaščenec za trgovino in transport: Nikola Petrović (od 1. februarja 1945)
- Pooblaščenec za industrijo: Andrija Hebrang (od 1. februarja 1945)

## Namestniki
Ker zaradi vojnih razmer vsi pooblaščenci niso prišli, so imenovali namestnike:
- Pooblaščenec za finance: Ivan Milutinović
- Pooblaščenec za gradnjo: Sreten Žujović
- Pooblaščenec za prehrano: Todor Vujasinović
- Pooblaščenec za socialno politiko: Edvard Kocbek

## Začasna vladaDemokratične federativne Jugoslavije
Na predlog predsedstva Avnoj-a so jo imenovali 3-je kraljevi namestniki iz članov Nacionalnega komiteja osvoboditve Jugoslavije in begunske kraljeve vlade po sporazumu Tito-Šubašić iz junija in novembra 1944; v nasprotju z Nkojem so jo zavezniške države priznale, imenovala pa se je enotna ali začasna vlada, nekaj časa tudi ministrski svet. Sestavljali so jo predsednik J. Broz - Tito, podpredsednika Milan Grol in Edvard Kardelj) in 25 ministrov. Predstavniki predvojnih političnih strank so iz nje izstopili še pred volitvami v ustavodajno skupščino. Tej je vlada 30. 11. 1945 ponudila odstop, vendar ni bil sprejet, zato je svoje naloge opravljala naprej kot Vlada Federativne ljudske republike Jugoslavije. 